# Krai de Perm
O krai de Perm é uma divisão federal da Federação da Rússia criada em 1 de dezembro de 2005, como resultado de um referendo de 2004 que aprovou a fusão do oblast de Perm com o okrug autónomo dos Komi-Permiak.
As maiores cidades do krai de Perm são Perm, Berezniki, Solikamsk, Tchaikovski e Lisva.

## História
Em 1918, durante a guerra civil russa, na véspera do dia de Natal, as tropas de Alexandr Koltchak (Exército Branco apoiado pelas potências ocidentais e japonesas), tomaram a cidade de Perm; no caminho puseram em debandada o III Exército Vermelho.  Esse sucesso abrira a possibilidade de avanço rumo a Arkhangelsk, onde os Aliados haviam instalado um governo Branco encabeçado pelo general russo Evgeni Miller. A "catástrofe de Perm" certamente fora resultado de problemas crônicos na retaguarda bolchevique.